# كيكي فانديفيغ
كيكي فانديفيغ (بالإنجليزية: Kiki Vandeweghe)‏ مواليد 1 أغسطس 1958 في فيسبادن، ألمانيا الغربية، هو لاعب كرة سلة كندي سابق أصبح مدرباً بدأ مسيرته الاحترافية في سنة 1980. تم اختياره من قبل فريق دالاس مافيريكس خلال الدرافت وحمل الرقم 55. يبلغ طوله 6 قدم 8 بوصة (2.0 م). اعتزل اللعب في 1993. أحرز خلال مسيرته في الإن بي إيه 15980 نقطة بمعدل 19.7 نقطة في المباراة الواحدة.

## المسيرة الاحترافية
لعب مع دنفر ناغتس من سنة 1980 إلى 1984، ثم لعب مع بورتلاند ترايل بلايزرز من سنة 1984 إلى 1989، ثم لعب مع نيويورك نيكس في سنة 1992، ثم لعب مع لوس أنجلوس كليبرز في موسم 1992–1993.

## إحصائيات المسيرة
| الفريق      | السنة   | G  | W  | L  | W–L% | النهاية | PG | PW | PL | PW–L% | النتيجة                  |
| ----------- | ------- | -- | -- | -- | ---- | ------- | -- | -- | -- | ----- | ------------------------ |
| بروكلين نتس | 2009–10 | 64 | 12 | 52 | .188 | 5       | —  | —  | —  |       | غاب عن الأدوار الإقصائية |
| المسيرة     |         | 64 | 12 | 52 | .188 |         | —  | —  | —  | —     |                          |

## روابط خارجية
- كيكي فانديفيغ على موقع إن بي أي (الإنجليزية)
- كيكي فانديفيغ على موقع سبورتس رفرنس (الإنجليزية)
- كيكي فانديفيغ على موقع كلية كرة السلة في سبورتس رفرنس.كوم (الإنجليزية)
- كيكي فانديفيغ على موقع ريلجم (الإنجليزية)
- كيكي فانديفيغ على موقع بروبوليرز (الإنجليزية)
- كيكي فانديفيغ على موقع سبورتس رفرنس (الإنجليزية)